# Aries (revue)
Pour les articles homonymes, voir Aries.
Aries est une revue scientifique, biannuelle, à comité de lecture, spécialisée en histoire de l'ésotérisme, éditée sous la responsabilité de la Société européenne pour l'étude de l'ésotérisme occidental (en).
Elle est publiée par Brill Academic Publishers. Chaque année, deux volumes paraissent, le premier d'entre eux est un numéro spécial, consacré à un thème spécifique proposé par un rédacteur invité.
De 2001 à 2010, le rédacteur en chef était Wouter Hanegraaff. Le rédacteur en chef actuel est Egil Asprem.

## Histoire
La revue Aries est fondée en 1983 par Antoine Faivre et Roland Edighoffer, sous la responsabilité de l'Association pour la Recherche et l'Information sur l'Esotérisme,. Elle avait comme premier éditeur la Table d'émeraude.
Après 1996, trois numéros seront publiés de 1998 à 1999, dont un numéro spécial. Il faut attendre 2001 pour qu'elle soit relancée par la ESSWE sous son titre actuel, aux éditions Brill.